# BM–21 Grad

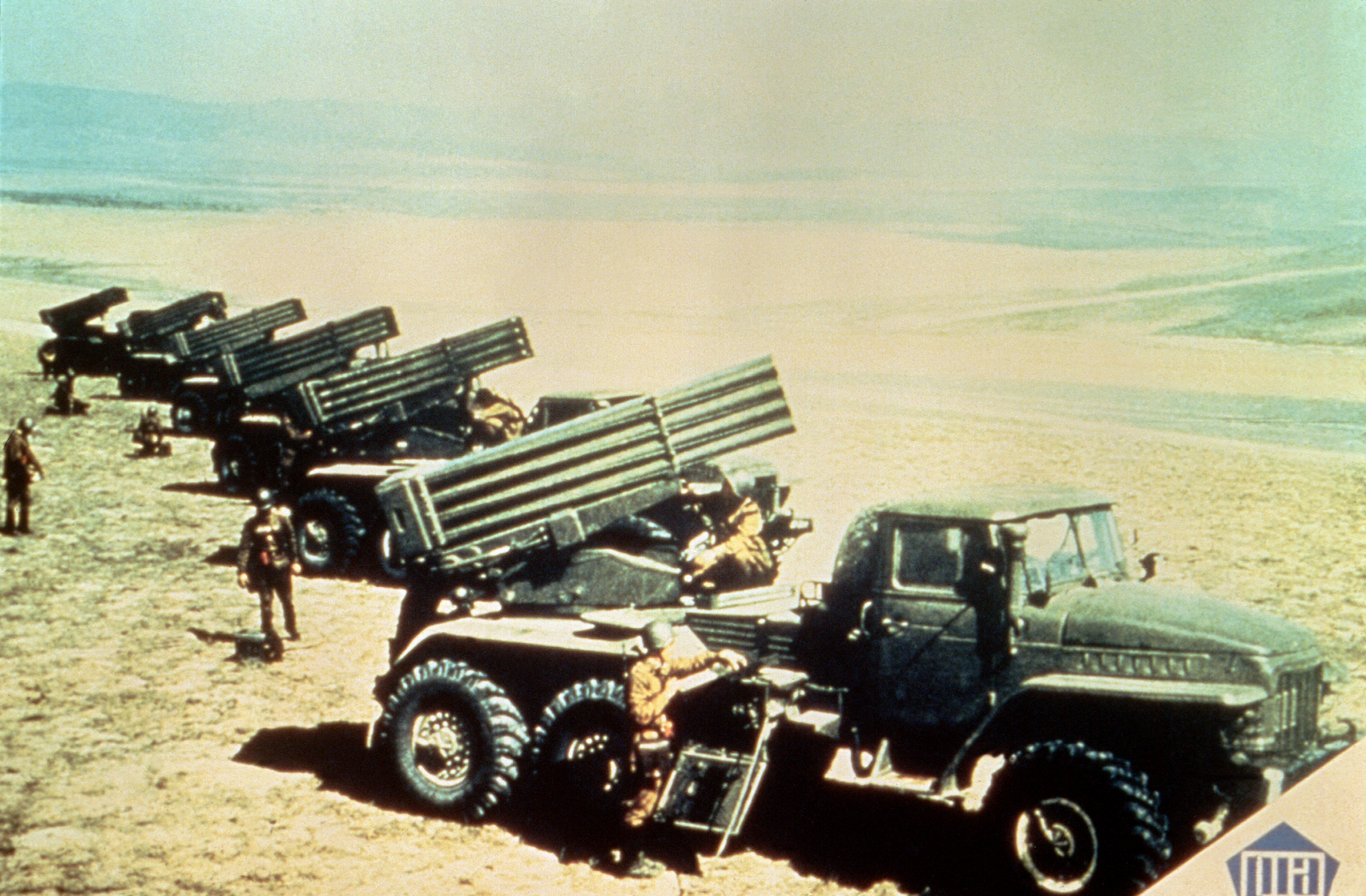
BM–21 üteg

A BM–21 Grad (oroszul: БМ–21 Град) egy 122 mm-es rakéta-sorozatvető rendszer, melyet a Szovjetunió az 1960-as évek elején fejlesztett ki. A „BM” rövidítés „harcjárművet” jelent (oroszul: Боевая Машина). Nyugaton a rendszer eredetileg M1964 jelzéssel volt ismert.
A második világháborús Katyusák (BM–13, BM–8, BM–31) nyomán kifejlesztett fegyverrendszer a világ több mint 50 országban áll jelenleg is hadrendben. Sikerei nyomán egy sor országban másolták le, illetve fejlesztettek ki hasonló rendszereket. Közvetlen elődje a 140 mm-es BM–14-es rendszer volt.

## Jellemzői
A rendszer részei a hordozóeszköz: korábban a Ural–375D 6×6-os hajtásképletű tehergépkocsi 40 db, négyzetes formában elrendezett, forgatható rakétavető csőköteggel felszerelve. 
A jármű motorja 180 LE-s vízhűtéses benzinmotor, maximális sebessége közúton 75 km/h, a jármű hatótávolsága 750 km, gázlóképessége 1,5 m.
.A rendszerhez tartozik a 9T254 jelzésű lőszerszállító és utántöltő teherautó 60 rakétával. A rendszer egészének GRAU-kódja 9K51; a rakétavetőnek magának az ipari jelzése 2B5. 1976-tól a BM–21-et a korszerűbb Ural–4320 hatkerékmeghajtású katonai tehergépkocsira szerelik.
Az öttagú személyzet három perc alatt tudja a rendszert tűzkész állapotba helyezni. A tüzet lehet a kabinból vagy egy 64 méteres távirányító kábel végéről irányítani. Lehetséges mind a 40 rakétát kilőni 20 másodperc alatt, de egyenként, vagy kisebb csoportokban is lehet azokat indítani néhány másodperces időközönként. Az irányzóeszköz a PG–1M panoráma-távcső és K–1 kollimátorral. Tüzelés után két perc alatt újra lehet indítani a járművet. A rakétavető újratöltése kézzel történik és 10 percet vesz igénybe. 
A 2,87 m-es vetőcső huzagolása révén a rakéta a röppályáján forog a tengelye körül, emellett kis szárnyak is stabilizálják. Rendkívül széles skálájú, mintegy 20 kg súlyú robbanófejeket hordozhat 20–30 kilométeres maximális távolságra. 
A fegyverrendszer igen nagy tűzerőt képvisel. Egy 18 rakétavetőből álló zászlóalj egyetlen sortűzben 720 rakéta indítására képes. Nem alkalmas azonban a fegyver pontjellegű, körülhatárolt célok leküzdésére.

## Alkalmazása
A fegyverrendszert általában a volt szocialista országokban és az általuk támogatott fejlődő országokban állították hadrendbe. Ezenkívül a mintájára Törökország is kifejlesztett egy hasonló rendszert, német járműre szerelve.
Grúzia a dél-oszétiai háborúban 2008. augusztus 7-ről 8-ra virradó éjjel többek között Grad rakétavetőkkel kezdte meg Chinvali ostromát. A 2020-ban kitört orosz-ukrán háború, egyik elsődleges tüzérségi-rakétavető eszköze, mindkét oldalon

## Változatok

### Grúzia
- RSZ–122 – Ukrán KrAZ–63221 tehergépkocsi alvázra telepített, páncélozott vezetőfülkével ellátott változat, melyet 2012-ben mutattak be

### Ukrajna
- BM–21K
- BM–21U Grad–M
- Verba
- Basztyion–01